# Le Mesnilbus
Le Mesnilbus era un comune francese di 281 abitanti situato nel dipartimento della Manica nella regione della Normandia.
Fa parte del cantone di Saint-Sauveur-Lendelin nella circoscrizione (arrondissement) di Coutances.
Il 1º gennaio 2019, i comuni di Le Mesnilbus, Ancteville, La Ronde-Haye, Saint-Aubin-du-Perron, Saint-Michel-de-la-Pierre, Saint-Sauveur-Lendelin e Vaudrimesnil si sono fusi per formare il nuovo comune di Saint-Sauveur-Villages.

## Società

### Evoluzione demografica
Abitanti censiti